# White Mountains National Recreation Area
La White Mountains National Recreation Area est une zone récréative américaine, classée National Recreation Area, en Alaska. Administrée par le Bureau of Land Management, elle protège 4 000 km2 dans la région de recensement de Yukon-Koyukuk.

## Galerie

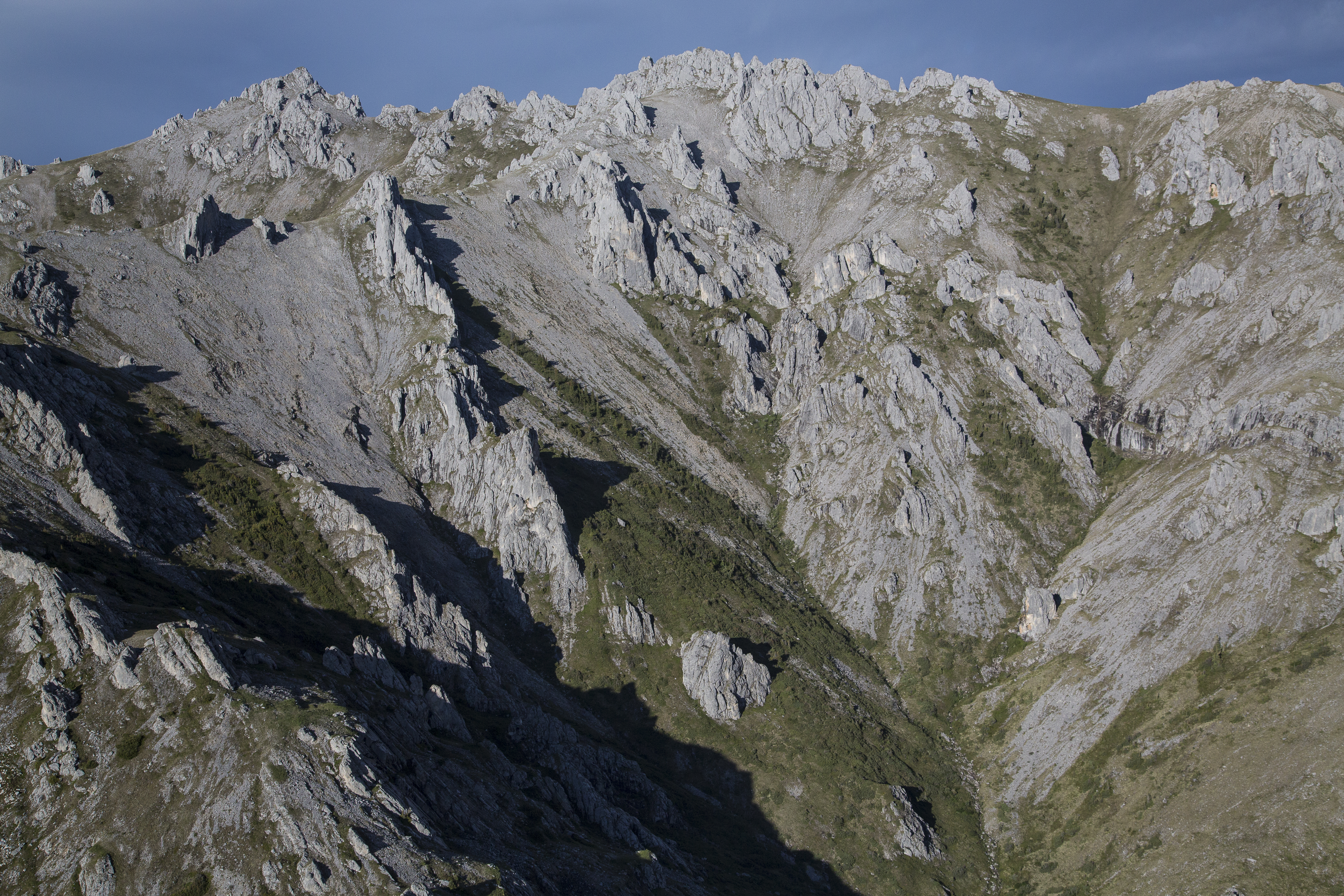
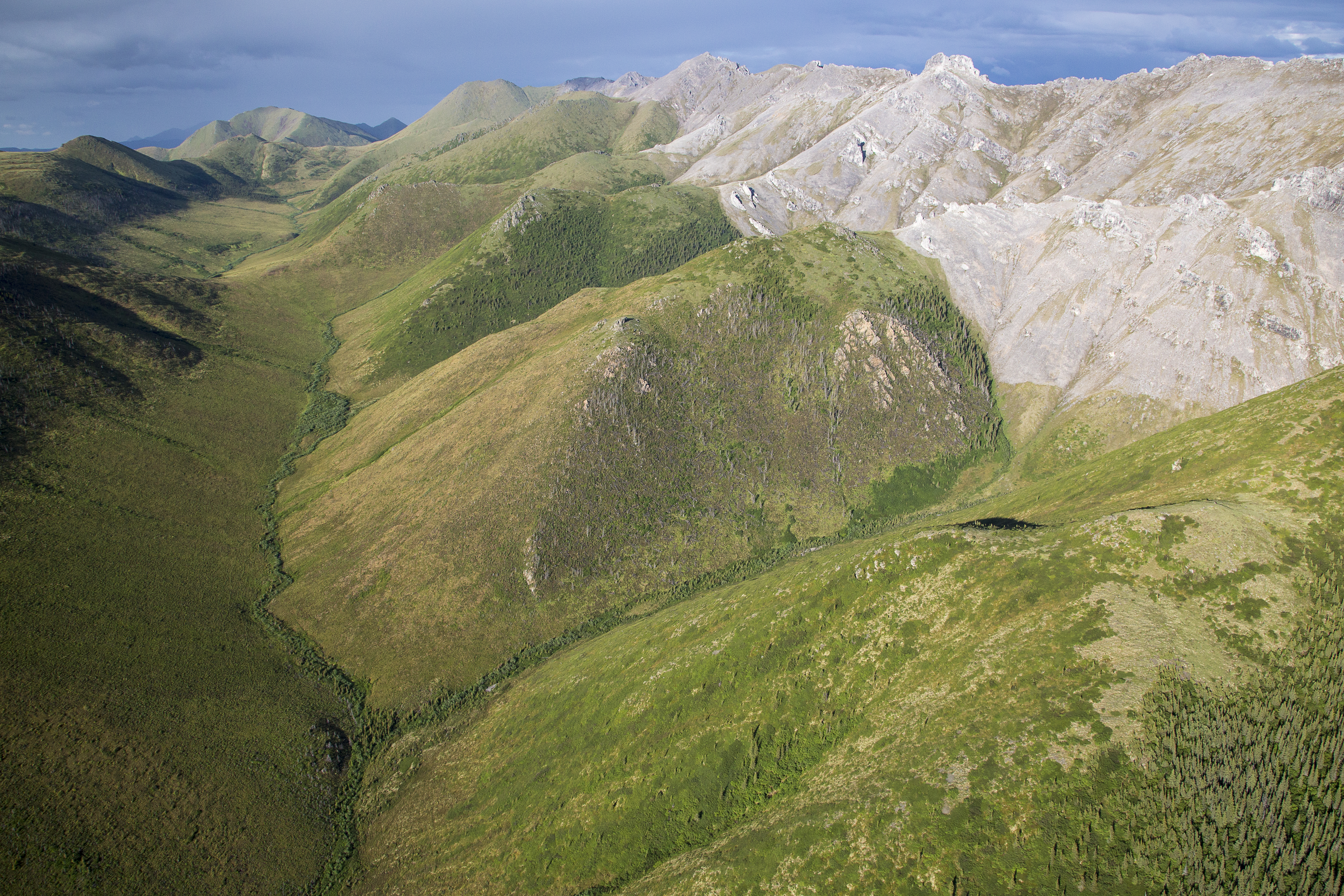
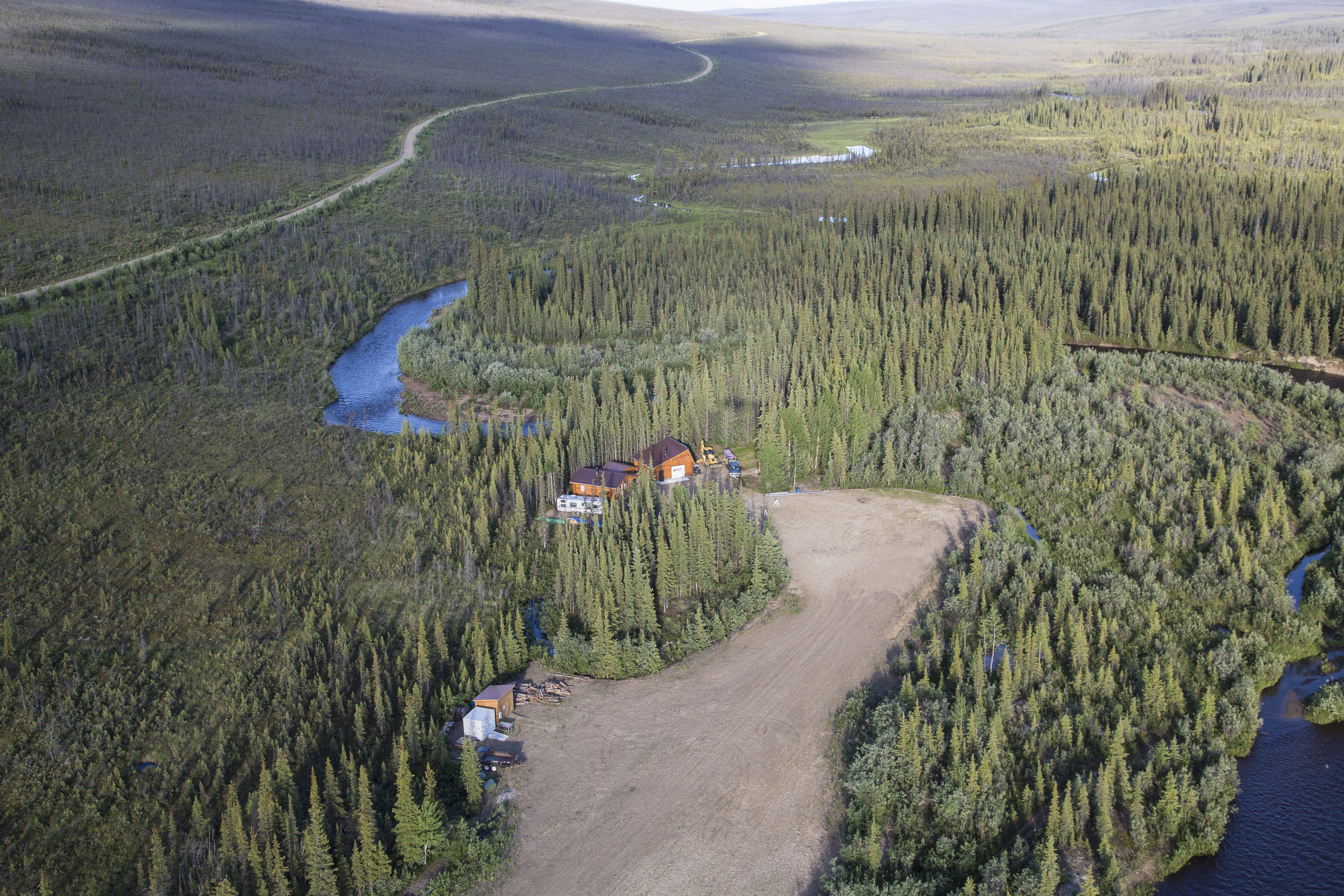
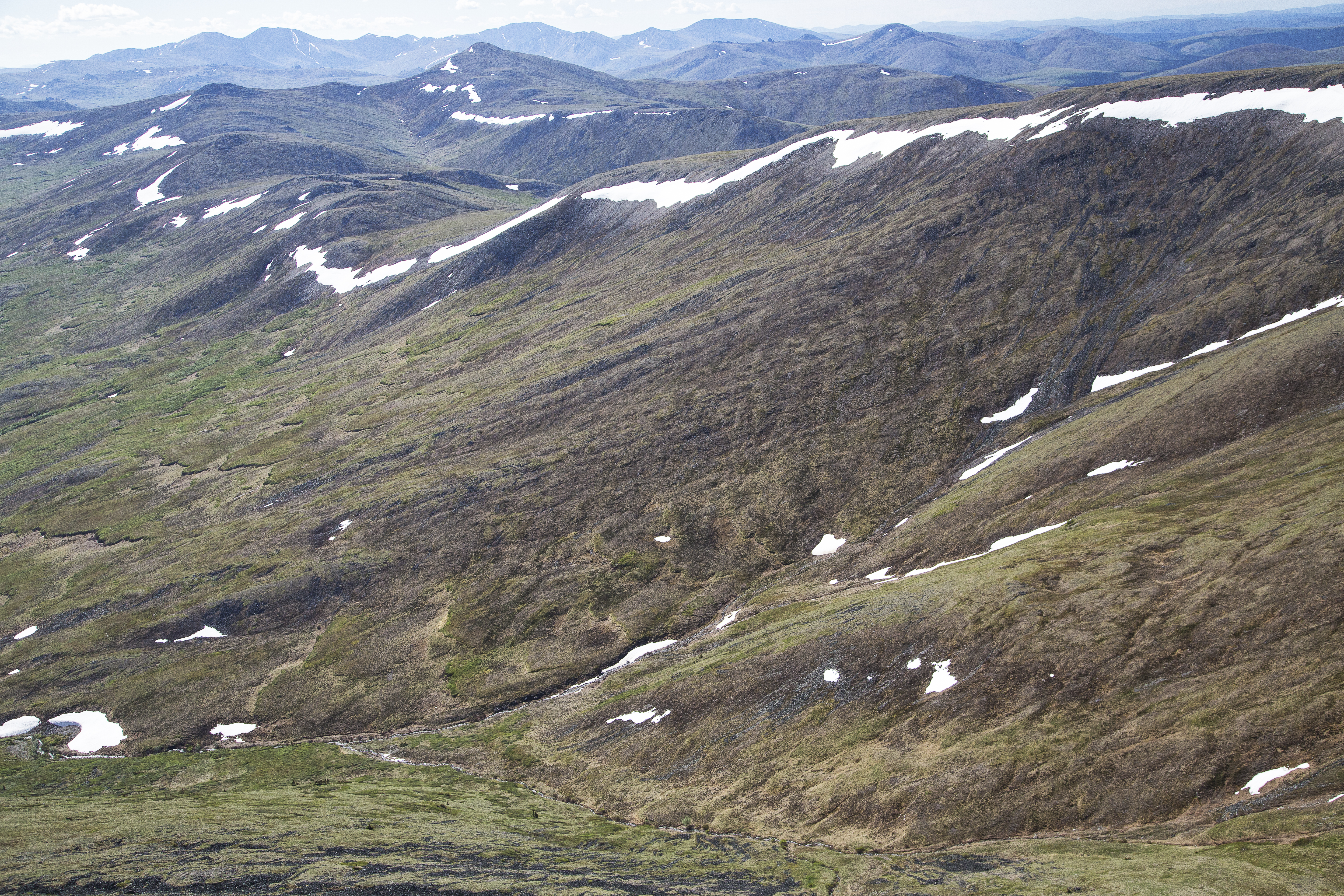
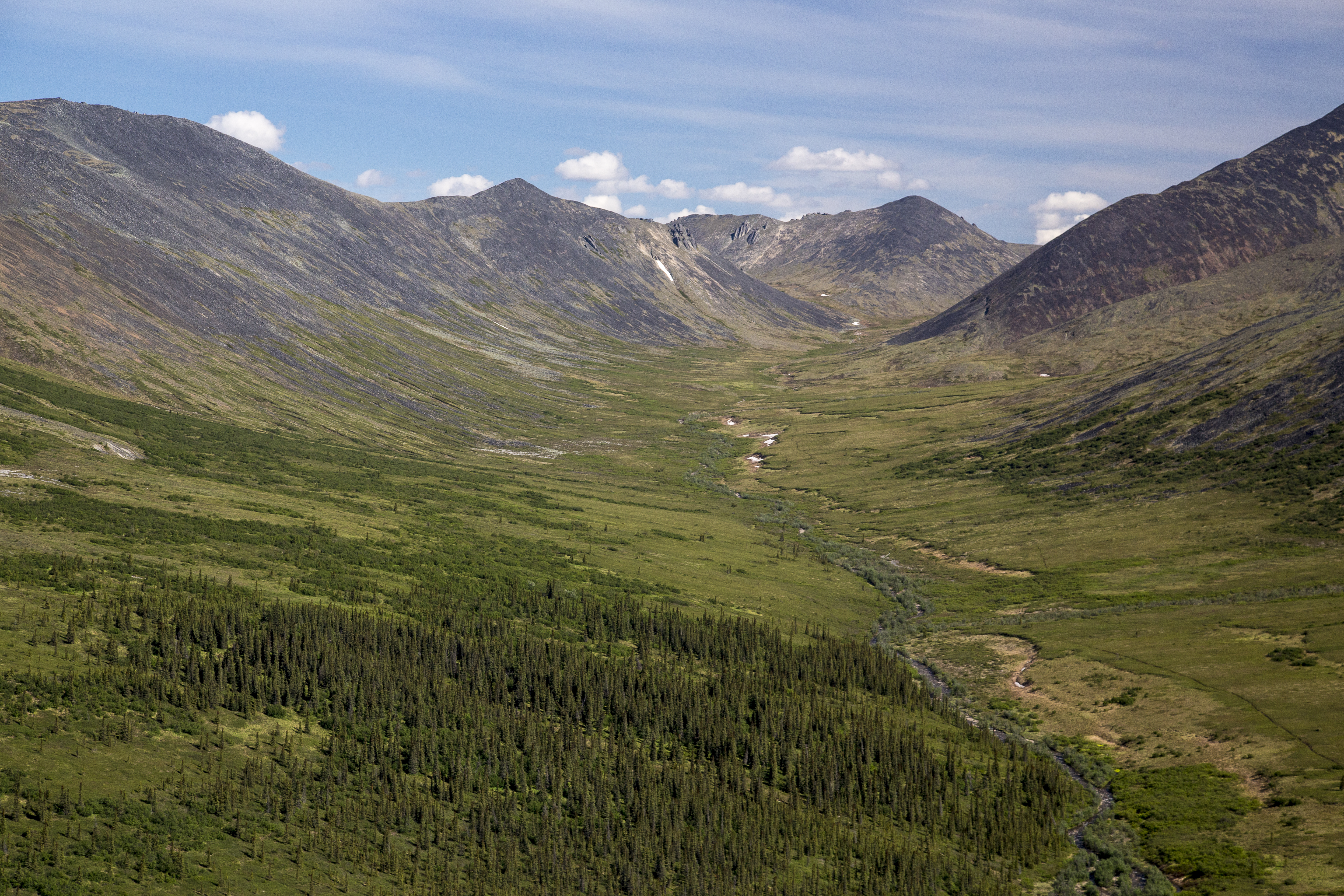